# سوزوکی تی‌یو۲۵۰
سوزوکی تی‌یو۲۵۰ (به انگلیسی: Suzuki TU250) یک موتور سیکلت ژاپنی تک‌سیلندر چهارزمانه که از محصولات کمپانی سوزوکی در سال ۱۹۹۴ به عنوان یک موتور سیکلت سبک خیابانی تولید شد.
این موتور سیکلت اکنون در نسل دوم خود دارای گواهینامه ایزو ۱۴۰۰۰ در کارخانه سوزوکی در تویوکاوا، ژاپن تولید می‌شود و به بازار آسیا، اقیانوسیه و آمریکای شمالی نیز عرضه شده‌است.
اولین نسل این محصول در دو مدل ۱۲۵ سی‌سی و ۲۵۰ سی‌سی در سال ۱۹۹۴ به بازار داخلی ژاپن معرفی شد.
سوزوکی تی‌یو۲۵۰ (Suzuki TU250X) یکی از موتورسیکلت‌های محبوب تولیدی توسط شرکت سوزوکی است که به عنوان یکی از موتورسیکلت‌های تفریحی و شهری مورد توجه قرار می‌گیرد. با طراحی کلاسیک، عملکرد قابل اعتماد، و کاربری چند منظوره، سوزوکی تی‌یو۲۵۰ توانسته است در دسته موتورسیکلت‌های تازه‌کاران و طرفداران کلاسیک جایگاه ویژه‌ای پیدا کند. در ادامه، به بررسی و معرفی سوزوکی تی‌یو۲۵۰ و ویژگی‌های برجسته آن پرداخته خواهد شد.

## ویژگی‌های برجسته سوزوکی تی‌یو۲۵۰
موتور قدرتمند و اقتصادی: سوزوکی تی یو ۲۵۰ دارای موتور یک سیلندری با ظرفیت ۲۴۹ سی‌سی است که توان حداکثر ۲۴ اسب بخار تولید می‌کند. این موتور با توجه به سیستم تزریق الکترونیکی سوزوکی، علاوه بر کارایی بالا، به اقتصاد سوخت نیز مشهود است.
طراحی کلاسیک و شیک: طراحی زیبا و کلاسیک سوزوکی تی یو ۲۵۰ با استفاده از جزئیات مینیمالیستی به چشم می‌خورد. این موتورسیکلت با قابلیت سفر در شهر و جاده به همراه ظاهری زیبا، ترکیبی از استایل و عملکرد را ارائه می‌دهد.
سبک و کم حجم: سوزوکی تی‌یو۲۵۰ با وزن کم و ابعاد کوچک، انعطاف پذیری بالا در ترافیک شهری و پارکینگ‌های ضیق را فراهم می‌کند. این ویژگی‌ها به رانندگان امکان می‌دهند به راحتی در شهر منتقل شوند.
کاربری چند منظوره: سوزوکی تی‌یو۲۵۰ مناسب برای مسافرت‌های روزانه و گردش در شهر، و همچنین برای تجربه سفرهای کوتاه در جاده است.